# Nógrádmarcal, Nógrád
Nógrádmarcal  este un sat în districtul Balassagyarmat, județul Nógrád, Ungaria, având o populație de 548 de locuitori (2011). 

## Demografie
Componența etnică a satului Nógrádmarcal
     Maghiari (86,57%)
     Romi (12,9%)
     Slovaci (0,53%)
Componența confesională a satului Nógrádmarcal
     Romano-catolici (75,55%)
     Luterani (2,74%)
     Fără religie (2,37%)
     Reformați (1,28%)
     Necunoscută (18,07%)
     Alte religii (0,91%)
Conform recensământului din 2011, satul Nógrádmarcal avea 548 de locuitori. Din punct de vedere etnic, majoritatea locuitorilor (86,57%) erau maghiari, cu o minoritate de romi (12,9%).  Din punct de vedere confesional, majoritatea locuitorilor (75,55%) erau romano-catolici, existând și minorități de luterani (2,74%), persoane fără religie (2,37%) și reformați (1,28%). Pentru 18,07% din locuitori nu este cunoscută apartenența confesională.